# Speyerlachsee
Der  Speyerlachsee gehört als westlichster zu den acht zum Zweck der Kiesgewinnung ausgebaggerten Seen im Binsfeld.

## Geographie
Der neun Hektar große und maximal 17 Meter tiefe Speyerlachsee liegt im nördlichsten Teil der Rheinniederung von Speyer und gehört zum Stadtteil Speyer-Nord. Er liegt westlich des Sonnensees und eines mit Wohnhäusern bebauten Bereichs (zwischen südlichem Speyerlachsee, Sonnensee im Norden und den Seen Binsfeld und Kuhunter) im Osten mit drei Seitenstücken zur Straße Binsfeld und der Straße Biersiederstück. Im Westen schmiegt der See sich an das Hochgestade, der Westgrenze des Binsfeldes an.
Ursprünglich verlief hier ein Altrheinarm „Speyerlache“, der aber verlandete und einer fast nur aus Schilfgras bestehenden sauren Wiese Platz machte. Er wurde ausgebaggert, um Material für den Autobahnbau der Bundesautobahn 61 zu gewinnen.
Südlich von ihm befindet sich ein kleines Waldstück, an das sich ein großer öffentlicher Parkplatz anschließt, der im Sommer zeitweise gebührenpflichtig ist. Der am Süd- und Westufer bewaldete Speyerlachsee leidet wegen des starken Blättereintrages an Problemen mit dem Sauerstoffgehalt.
Am Ostufer folgt auf einen öffentlichen Bereich eine doppelreihige Bebauung mit Wohnhäusern auf versetzten etwa 230–250 m² großen Grundstücken.

## Naturschutz
Der Bewuchs des Höhenversprungs von Rheinniederung zum Hochgestade westlich des Speyerlachsees ist aus Gründen des Naturschutzes zum geschützten Landschaftsbestandteil erklärt worden.

## Bilder

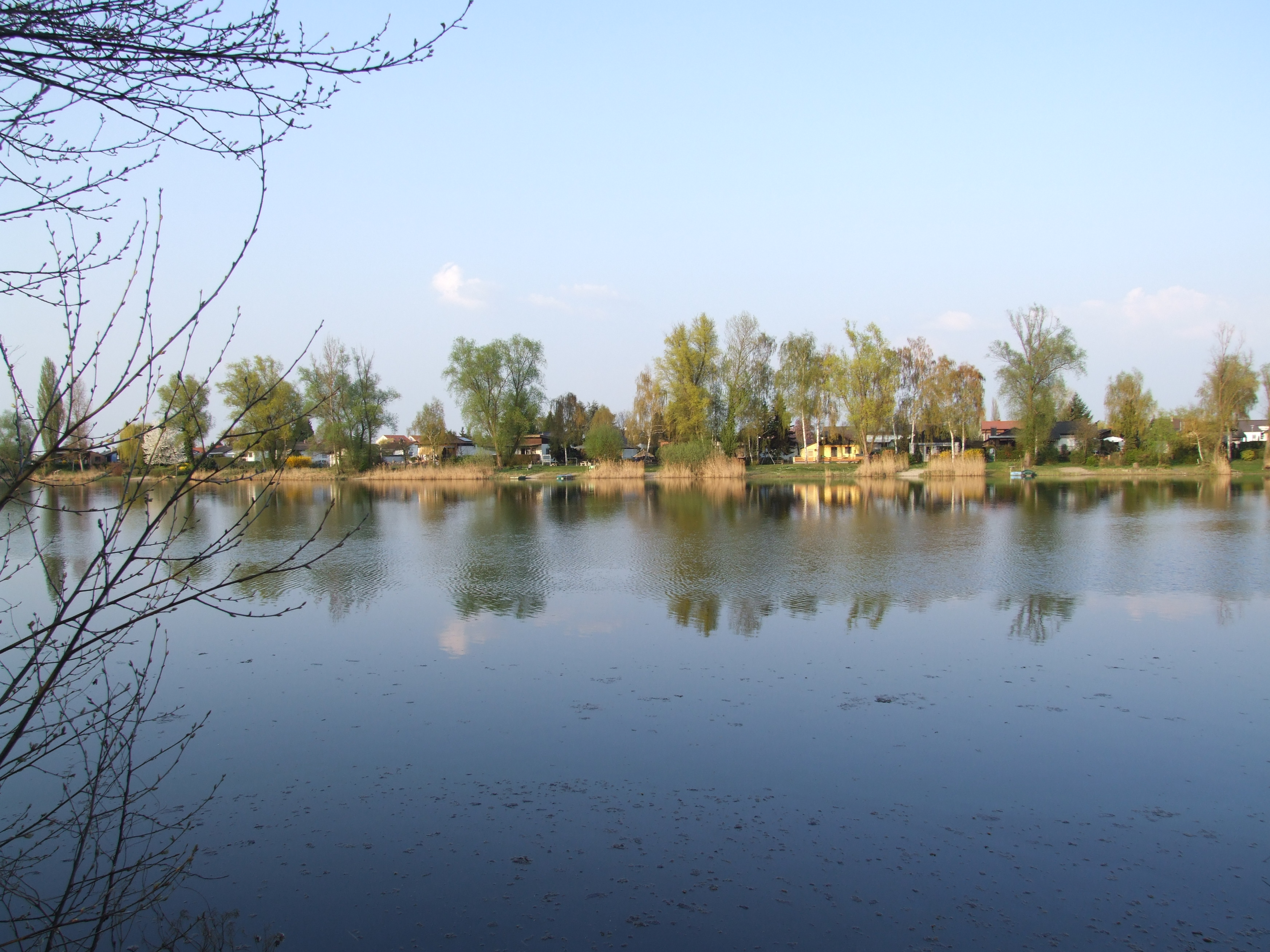
Speyerlachsee: Blick auf das mittlere Ostufer.
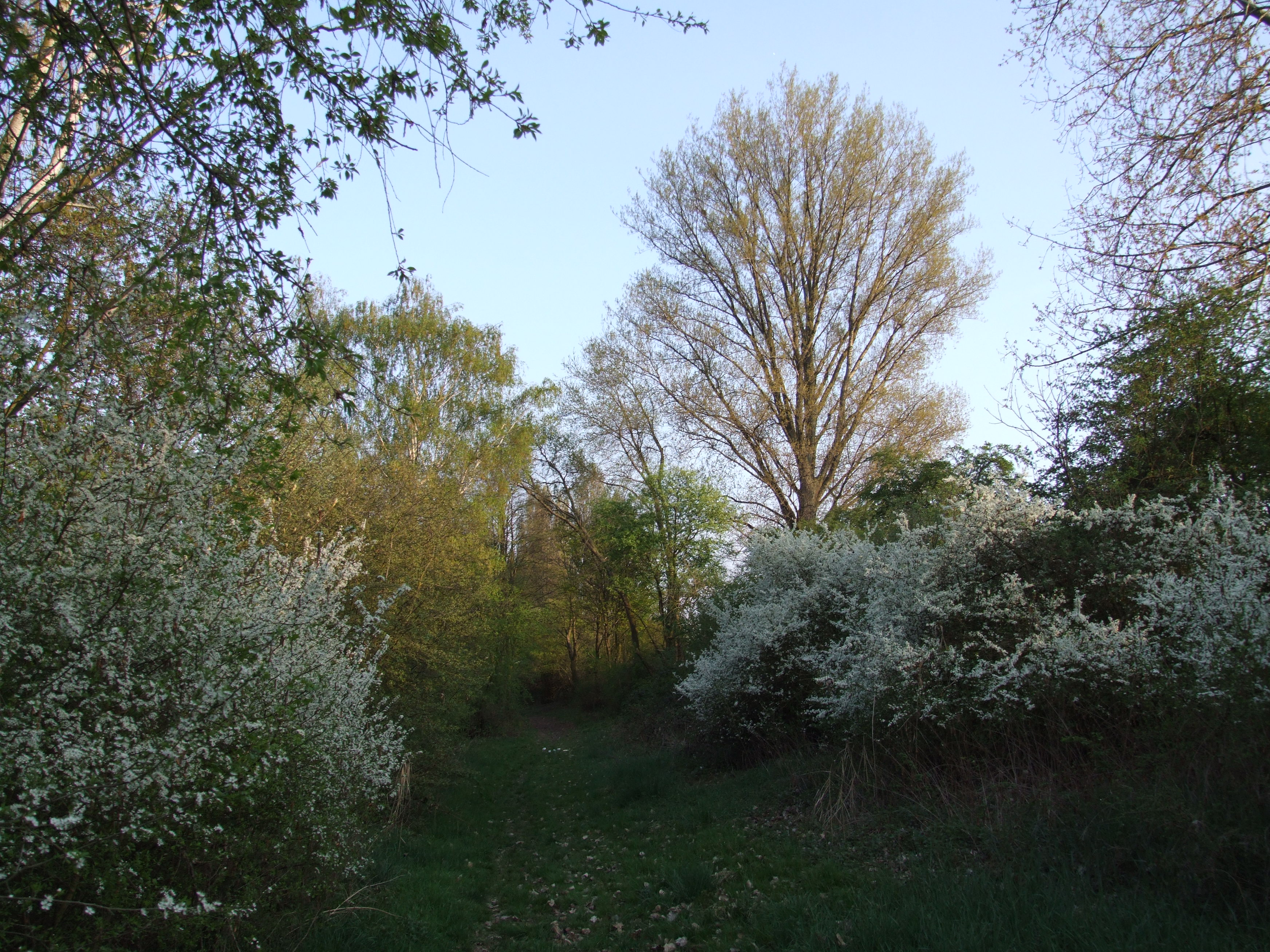
Das Waldstück westlich des Speyerlachsee und rechts der Geländeversprung